# Нидервальдский памятник

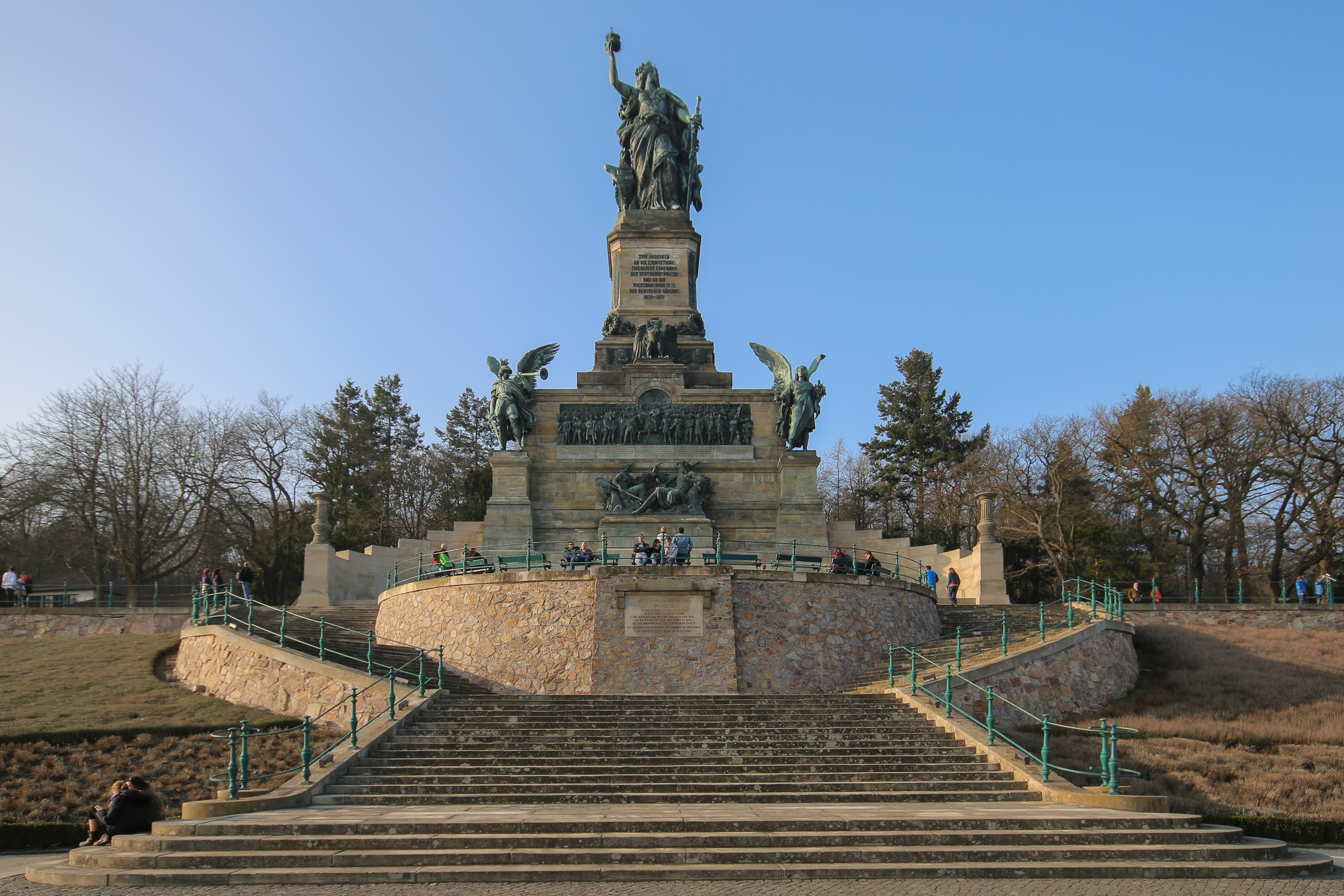
Нидервальдский памятник

Нидерва́льдский памятник (нем. Niederwalddenkmal) — национальный памятник в память об объединении Германии в 1871 году.
Памятник в национальном парке Нидервальд, на горе Рюдесхаймер Берг, возвышающейся над долиной Рейна у города Рюдесхайм, был построен в 1877—1883 гг. по проекту Иоганнеса Шиллинга. Памятник высотой 38 метров был призван увековечить создание Германской империи после франко-прусской войны 1870—1871 гг.
На мощном постаменте высотой 25 м установлена аллегорическая фигура Германии 12,5 м высотой с императорской короной и в поднятой правой руке и имперским мечом, увенчанным лавровым венком, в левой. Находится на высоте 225 м над уровнем Рейна.
Рельеф на фасаде, обращённом в сторону Рейна, изображает прусского короля Вильгельма в окружении других немецких князей и военачальников; 133 фигуры выполнены в натуральную величину. Справа и слева — аллегорические фигуры Войны и Мира. Ниже — текст песни «Wacht am Rhein».
Подробное описание Нидервальдского памятника оставил в своих путевых записках «За океан» в 1894 году русский геодезист В. В. Витковский.